# Astydromia
Astydromia (altgriechisch Ἀστυδρόμια) waren Feste im antiken Griechenland.
Der Suda nach handelte es sich um Feste, die in Kyrene zur Feier der Stadtgründung begangen wurden. Martin Persson Nilsson vergleicht das Fest mit den in Athen begangenen Amphidromia, die als Lustrationsfeier nach der Geburt eines Kindes begangen wurden. Bei den Amphidromia wurde das Neugeborene um den Herd herumgetragen, entsprechend vermutet Nilsson, dass zur Begehung der Astydromia um die Stadt Kyrene herumgegangen wurde.